# Hydraulische samenleving

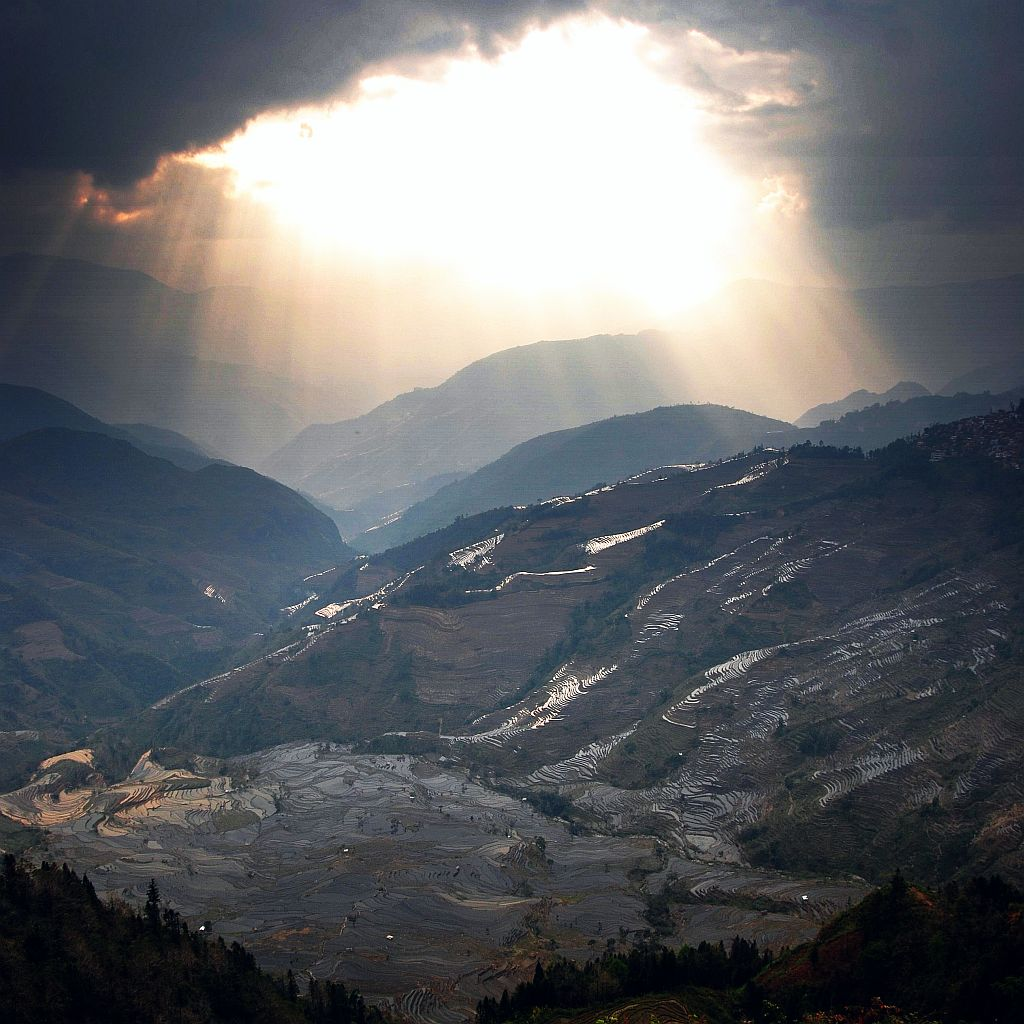
Rijstvelden hadden zowel op het landschap als op de politiek van Azië een grote invloed

Een hydraulische samenleving, watermonopolie-rijk of hydraulische these is een sociale of overheidsstructuur die de macht ontleent aan de exclusieve controle over de toegang tot water. Ten grondslag hiervan ligt meestal de noodzaak tot gecoördineerde irrigatie of gecontroleerde overstromingen, waardoor centrale planning en een hiertoe gespecialiseerd overheidsapparaat een belangrijke rol gaan spelen.
Een hydraulische dynastie is een politieke structuur die wordt gekenmerkt door een sterk hiërarchisch systeem en die controle uitoefent door een klasse- of kaste-systeem. Twee zaken zijn hierbij van belang: de macht over de toegang tot basisproducten als voedsel, water en energie en de beschikking over een controleapparaat zoals politie of leger om deze macht af te dwingen.

## Geschiedenis
Het verband tussen water en macht werd door de Europeanen al vroeg opgemerkt, eerst door Montesquieu en later ook door Hegel en Marx. De uitvoerigste analyse en invoering van de term hydraulische samenleving komt van de Duits-Amerikaanse historicus en sinoloog Karl Wittfogel. Wittfogel claimde in Oriental Despotism uit 1957 dat hydraulische samenlevingen essentieel verschilden van de samenlevingen in de westerse wereld.
In 1929 beschreef Wittfogel in zijn essay Geopolitik, geographischer Materialismus und marxismus drie verschillende types hydraulische samenlevingen:
- het Egyptische type of de klassieke hydraulische staat. Dit is een staat waar geregeerd wordt door een sterk gecentraliseerde bureaucratie. Onder dit type viel bijvoorbeeld ook keizerlijk China;
- het Japanse type, gekenmerkt door geografisch geïsoleerde productiecentra, niet gecontroleerd door de overheid;
- het Indiase type, dat tussen het Egyptische en Japanse type in zat.

Deze indeling veranderde hij in Oriental despotism. Wittfogels these is gebaseerd op het idee van Karl Marx over de Aziatische productiewijze. Marx beschreef drie vormen van productie in de westerse wereld die elkaar opvolgden: slavernij gevolgd door feodaliteit dat ten slotte uitmondt in kapitalisme. De Aziatische productiewijze was hiervan volgens Marx afwijkend, aangezien in deze productiewijze geen vooruitgang zat.
In Oriental Despotism ging Wittfogel uitvoerig in op de hydraulische maatschappijen, wat hij het oriëntaals despotisme noemde. Hierin maakte hij onderscheid tussen twee soorten samenlevingen:
1. de landbouwsamenleving: deze ontstaat in gebieden met kleinere waterbronnen, waardoor de landbouwgrond geografisch in verschillende compartimenten opgedeeld raakt. Deze vorm van landbouw leidt niet tot de controle van het water door de overheid, wat kenmerkend is voor de hydraulische samenleving;
2. de hydraulische samenleving: deze ontstaat in gebieden met grote rivieren. De landbouw draait op gigantische waterwerken en zeer grote irrigatiesystemen. Hiervoor is een enorme hoeveelheid arbeid nodig, die georganiseerd moet worden door een centrale overheid. De overheid van dergelijke samenleving ontwikkelt zich tot een despotisch regime.[4] Wittfogel stelde dat voor de ontwikkeling van deze samenleving aan vijf randwoorden voldaan moet zijn:

- cultuur: de kennis over landbouw moet voldoende groot zijn.
- omgeving: een aride- of steppeklimaat met toegang tot grote waterbronnen, voornamelijk rivieren.
- organisatie: samenwerking op grote schaal moet mogelijk zijn.
- politiek: de overheid verwerft in een vroeg stadium controle over alle hydraulische activiteiten. Ook leidt de overheid het leger om de rust en vrede in het land te waarborgen.
- sociaal: er ontstaat een scheiding tussen de mensen van de hydraulische overheid en de rest van het volk. Verschillende soorten bureaucratieën zorgen weer voor verschillende soorten hydraulische samenlevingen. Een primitieve hydraulische samenleving wordt gestuurd door deeltijdse functionarissen. De simpele hydraulische samenleving wordt geleid door voltijdse functionarissen. In een semicomplexe hydraulische samenleving bestaat een middenklasse gebaseerd op mobiel privébezit (zoals verkopers). In een complexe hydraulische samenleving ten slotte bestaat een middenklasse gebaseerd op mobiel en immobiel privébezit.

Binnen de hydraulische samenleving is er volgens Wittfogel een verschil in de hydraulische dichtheid. Sommige samenlevingen zijn hydraulisch compact, terwijl andere hydraulische samenlevingen juist hydraulisch los zijn. Een hydraulische samenleving is compact als de hydraulische landbouw de plaats inneemt van een absolute of relatieve economische hegemonie. De hydraulische landbouw is los als de hydraulische landbouw, alhoewel niet economisch superieur, wel zorgt voor absolute organisatorische en politieke hegemonie.
Een hydraulische samenleving verschilt volgens Wittfogel essentieel van de feodale samenlevingen zoals Japan en West-Europa kenden. Deze feodale systemen zijn geschikt voor verdere ontwikkeling naar een meer moderne samenleving, terwijl hydraulische staten dit niet zijn. Wittfogel verstond hieronder ook het Rusland tijdens de tsaren. De manier om modernisering te bereiken, zou niet via het socialisme zijn. In werkelijkheid vond hij de beschavingen in China en Rusland niets nieuws, maar gewoon kopieën van vroegere despotische regimes in het Oosten. In deze staten was er een enorm grote mogelijkheid tot absolute macht en veel geweld, dus zeker geen modernisering.

## China
Een van de landen die volgens Wittfogel een echt hydraulische samenleving heeft gekend is China. De Chinese maatschappij is ontstaan bij de Gele Rivier en het land kent een steppeklimaat. Het Chinese landschap bestaat uit laagvlakten die worden doorkruist door verschillende rivieren. Deze rivieren zetten vaak slib af, waardoor er rivierbedden ontstaan en uiteindelijk de koers van het water kan wijzigen. Om in dit gebied goed landbouw te kunnen bedrijven is het nodig om te werken met irrigatie. Onder deze omstandigheden ontstond een economie die gebaseerd was op het controleren van water. Chinese legendes kennen al verhalen over hydraulische helden die hebben geprobeerd het water van de Gele Rivier te controleren, want wie het water controleerde had eigenlijk ook de macht in handen.
Volgens Wittfogel was het een hydraulische revolutie die leidde tot de opkomst van een hydraulische samenleving in China. De eerste hydraulische onderneming vond plaats in de Zhou-dynastie (1122–256 v.Chr.) Een kanselier die voor de koning werkte, had een dam in een rivier aangelegd, zodat er een enorm irrigatiereservoir werd gecreëerd.
De hoogste stand in de sociale piramide van de Zhou-dynastie was de koning. Daaronder vielen de leiders van de territoriale staten (de Zhuhou) en daaronder vielen de Shi die land aangewezen kregen door de Zhuhou die zij van dienst waren. De relaties tussen deze standen was niet contractueel zoals in feodale samenlevingen. Ook was het land dat de Shi toegewezen kregen niet in de vorm van een leen zoals in het feodale stelsel, maar dit was land dat zij kregen als salaris voor hun diensten.
De constructieve, organisatorische en materialistische operaties van de hydraulische samenlevingen zijn redelijk goed gedocumenteerd in de periodes van de Lente- en Herfstannalen en de Periode van de Strijdende Staten (deze twee periodes volgden elkaar op en duurde van ongeveer 8e eeuw tot de 3e eeuw v.Chr.):
- constructieve operaties: in China kwam het losse type van de hydraulische samenleving voor. Er waren grote hydraulische activiteiten die door de overheid werden aangestuurd in combinatie met veel midden- en kleinbedrijven. Ook bouwde China grote waterwerken voor de bevordering van communicatie. Bijvoorbeeld het Grote Kanaal, de grootste aangelegde waterweg. Sommige niet-hydraulische constructies, zoals stadsmuren, tempels en paleizen zijn gebouwd in het begin van de Zhou-dynastie. Maar de aanleg van bijvoorbeeld veel grote wegen dateert pas van het einde van deze periode;
- organisatorische operaties: op grote schaal werd een hele hydraulische samenleving opgebouwd. Dit zorgde voor de ontwikkeling van allerlei organisatorische methodes, die met wat aanpassingen ook konden worden toegepast op militair gebied;
- materialistische operaties: alle hydraulische samenlevingen eisten een bepaalde hoeveelheid werk van hun volk. De grootste groep bestond uit de boeren, die bijvoorbeeld soms verplicht gemeenschappelijke grond moesten bewerken of belasting moesten betalen.[10]

China veranderde langzaam van een simpele hydraulische samenleving naar een semicomplexe hydraulische samenleving. Daarna veranderde het snel naar een complexe hydraulische samenleving. China was gedurende de hele keizerlijke periode die ongeveer 2000 jaar duurde een complexe hydraulische samenleving.
Deze vorm van een hydraulische samenleving kwam overigens niet alleen in China voor. Allerlei historische gegevens wijzen er op dat dit soort samenlevingen ook in het oude Egypte voorkwamen en in Mesopotamië. Ook kwamen gelijknamige samenlevingen al vroeg opzetten in India, Perzië, Java, Bali en Hawaï.

## Kritiek
De laatste decennia hebben veel geleerden de hydraulische these van Wittfogel verworpen. Een van de redenen was dat er overal op de wereld samenlevingen ontstonden gebaseerd op irrigatie op kleine schaal, die niet in hydraulische staten veranderde. Verder zouden grote irrigatiewerken ook kunnen werken zonder de controle van de overheid. Wittfogel zou daarnaast de mate van de bureaucratische centralisatie sterk overdreven hebben en de rol die de irrigatiesystemen en waterwerken daarbij hebben gespeeld. Daarbij weigerde Wittfogel te erkennen dat de sociale structuur van bijvoorbeeld China en de Sovjet-Unie ook moderne elementen bevatte. Het leek wel of hij niet wilde zien dat ook daar vooruitgang plaatsvond en dat er ook successen waren. In plaats daarvan keek hij slechts naar de negatieve kanten. Deze sterke politieke bijgedachte van zijn verhaal heeft Wittfogel veel kritiek opgeleverd.
David H. Price verdedigde Wittfogel in zijn stuk: Wittfogel’s neglected hydraulic/hydroagricultural distinction. Hij stelt dat de critici niet noemen dat Wittfogel een onderscheid maakt tussen een hydraulische samenleving en een hydraulische landbouwsamenleving. Dit terwijl dit volgens hem wel degelijk heel belangrijk is. Wel erkende Price dat Wittfogel sommige hydraulische landbouwsamenlevingen aanzag voor hydraulische samenlevingen, maar vindt niet dat daardoor zijn hele these verworpen moet worden. S.H. Baron erkende in zijn recensie dat het een belangrijk en goed geschreven boek is, maar dat Wittfogel zijn bewijzen soms te ver probeerde uit te rekken. Hij probeerde zo zijn theorie ook toe te passen op het fascistische en totalitaire staten die opkwamen in de twintigste eeuw, zoals de Sovjet-Unie. Dit terwijl deze staten helemaal niet hydraulisch waren.